# Wachtendonckse Psalmen

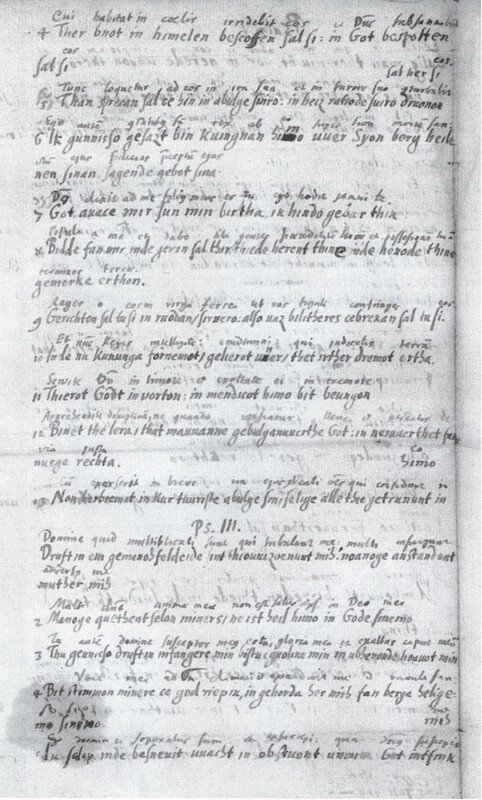
Wachtendonckse Psalmen (fragment) ±1600

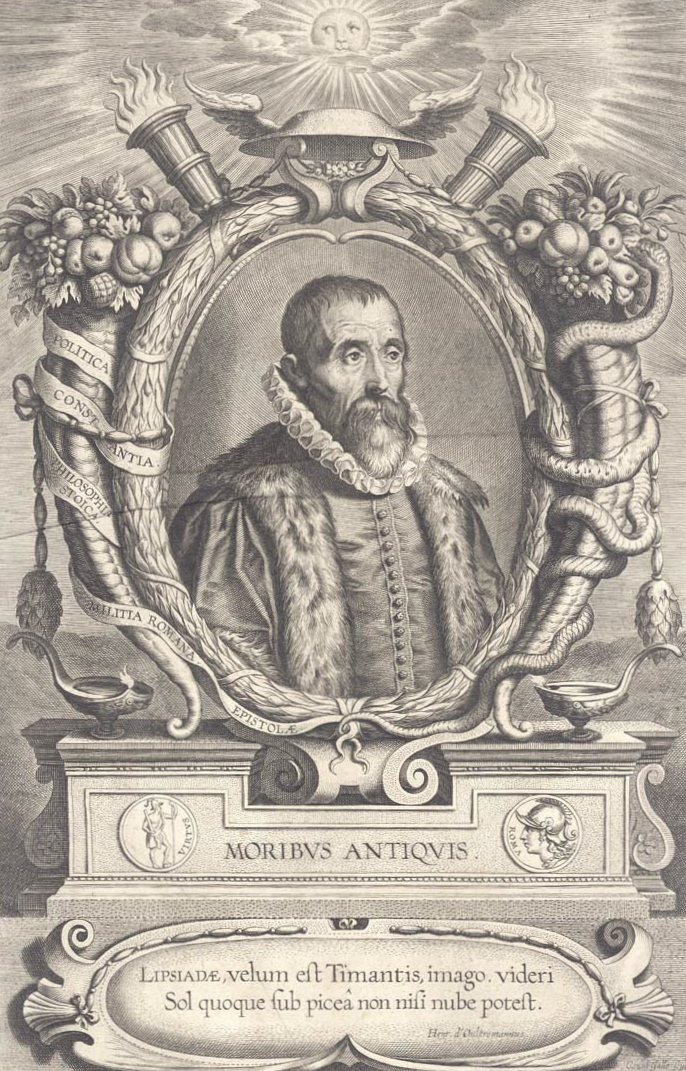
Justus Lipsius

De Wachtendonkse Psalmen vormen een verzameling van in het Oudnederlands (meer specifiek het Oud-Oostnederfrankisch) vertaalde Latijnse psalmen uit de 10e eeuw, waarvan de originele legger mogelijk teruggaat tot de late 9e eeuw.
Hun naam wordt ontleend aan de Luikse kanunnik Arnoldus van Wachtendonck die in de zestiende eeuw een handschrift van de psalmen in zijn bezit had. Toen de Zuid-Nederlandse humanist Justus Lipsius van Leiden naar Leuven terugkeerde leerde hij het handschrift kennen tijdens een bezoek aan Arnold Wachtendonck in Luik. Lipsius leende in 1591 het manuscript voor verder onderzoek. Hij schreef een aantal psalmen over en het zijn deze afschriften die uiteindelijk de huidige versie van de Wachtendonckse Psalmen zouden vormen; het oorspronkelijke manuscript ging verloren. Ook de kopieën van Lipsius zijn ondertussen verloren, alleen een deel van zijn notities is bewaard gebleven.

## Geschiedenis
Naast het Evangeliarium van Munsterbilzen (met het Oudnederlandse lofvers Tesi samanunga) bewaarde men in de abdij van Munsterbilzen ook (minstens vanaf 1446 tot en met 1591) een 10e-eeuws psalterium. Dat verloren gegane tweetalig Latijns-Oudnederlandse psalter werd vernoemd naar zijn laatst bekende bezitter, Arnold Wachtendonck.
De Wachtendonckse Psalmen vormen samen het oudst bekende boek in de Nederlandse taal. Het vormde een verzameling van in het Oud-Oostnederfrankisch vertaalde psalmen, waarbij de vertaling interlineair wordt gegeven: de woordvolgorde van de Latijnse bron werd aangehouden in de vertaling, zodat de tekst ook voor leerdoeleinden gebruikt kon worden. Dit wordt goed gedemonstreerd in de volgende vergelijking van een zin uit de Wachtendonckse psalmen met de door Verdam gereconstrueerde Middelnederlandse “vertaling”:
Irlôsin sol an frithe sêla mîna fan thên thia ginâcont mi, wanda under managon he was mit mi
In gereconstrueerd Middelnederlands:
“Erlosen sal [hi] an (in) vrede siele mine van dien die genaken mi, want onder menegen hi was mit (of met) mi”.
Het oorspronkelijke psalterium bevond zich in de abdij van Sint-Amor van Munsterbilzen. Een inscriptie op het schutblad vermeldde dat het boek toebehoorde aan de abdis/abt van de abdij van Munsterbilzen in Limburg, een dochter/zoon van de hertog van Aquitanië, waar Wachtendonck beneficiant was van het Landrada-altaar.
Volgens Mathieu Wijnen vinden we de vroegste beschrijving van het handschrift terug in een afschrift van een handschrift uit 1443/1444, gemaakt in 1668 door de jezuïet Johannes Gamans van een reisverslag van de Duitse priester Johannes Keck (UB Würzburg, Ms. M. ch.q.85 ff.390r-467r). Het originele reisverslag (de zogenaamde "Sermo") werd in 1449 aan de abdis van het stift van Munsterbilzen geschonken, maar is sindsdien verloren gegaan. In het boek wordt een “psalterium antiquum” beschreven en die beschrijving laat vermoeden dat het om de Wachtendonckse psalmen gaat. In een brief van Justus Lipsius aan Jan van Hout van 3 september 1591 en ook in het Gamans-handschrift, staat letterlijk dat het psalter toebehoorde aan de abt Sint-Amor, die een zoon zou geweest zijn van de hertog van Aquitanië (“… psalterium … quod fuit Sancti Amoris Abbatis, filij ducis Aqtuitanie …”). Gysseling maakt hier ten onrechte abdis en dochter van.
De Vita Sancti Amoris van Egbertus vermeldt ook dat de Heilige Amor afkomstig was uit een grafelijk Aquitaans geslacht.
Het Wachtendonck psalter was dus oorspronkelijk een Latijns psalter en waarschijnlijk gebaseerd op de Karolingische psalmen van Alcuinus, met boven de Latijnse regels telkens de woordelijke vertaling van het Latijn in het Oudnederlands. De vertaling is van het zogenaamde interlineaire type: de woordvolgorde van de Latijnse bron werd aangehouden in de vertaling, zodat de tekst ook voor leerdoeleinden gebruikt kon worden. Aangezien psalters in die tijd werden gebruikt om jongeren te leren lezen, is het waarschijnlijk dat de Oudnederlandse glossen in het psalter als hoofdbedoeling woordverklaring bij de studie hadden.
Lipsius heeft notities over zijn studie van het handschrift nagelaten, zijn glossen met de Nederlandse woorden, de Latijnse vertaling en de psalm waaruit het woord afkomstig was. Volgens Lipsius zou het handschrift uit de negende eeuw geweest zijn. De tekst van 22 psalmen is bewaard gebleven, niet allemaal volledig, en dat leverde voor 370 Nederlandse woorden de oudste datering op die we vandaag kennen.

## Taal en herkomst
De Wachtendonckse Psalmen zijn geschreven in het Oud-Oostnederfrankisch: een Oudgermaans dialect dat gesproken werd in het huidige Oost-Nederland en het aangrenzende gebied in Duitsland en dat gerekend wordt tot het Oudnederlands.
De tekst is naar alle waarschijnlijkheid gebaseerd op een legger in het Middelfrankisch, een Oudhoogduits dialect. Volgens Sanders kwam het origineel waarschijnlijk uit het Trierse. In de eerste negen psalmen is nog zeer goed de invloed van het origineel te merken, daarna ging de schrijver meer zijn eigen Oudnederlands gebruiken.  
De taal van de Wachtendonckse psalmen is dus duidelijk geen uniform Oudnederlands, ze bevat residuen uit het Middelfrankisch enerzijds en anderzijds omwerkingen van dat Middelfrankisch naar het Oudnederlandse dialect van de schrijver. De zinsbouw kan zeker niet model staan voor de zinsbouw in het Oudnederlands, omdat de woordvolgorde rigoureus dezelfde is als in het Latijnse origineel. Taalkundigen beschouwen de psalmen 1-3,5 uit de codex van Wachtendonk dikwijls als niet behorend bij de rest van het werk omdat ze als Middelfrankisch worden beschouwd en taalkundig niet thuishoren bij de rest van de tekst
Waar het oorspronkelijke psalter geschreven werd, blijft een open vraag. Volgens Sanders zou het originele handschrift afkomstig geweest zijn uit het gebied van de Nederrijn, tussen Roermond, Venlo, Straelen, Duisburg en Düsseldorf. Hij oppert de mogelijkheid dat het psalter al eerder in het bezit van de familie “van Wachtendonck” was. Arnold Wachtendonck werd door Justus Lipsius Arnoldus Wachtendonckius (van Wachtendonk) genoemd en stamde uit een adellijke familie uit de buurt van Kleef. Andere onderzoekers zijn van oordeel dat de oorsprong van het Psalter moet gezocht worden in Zuid-Limburg, maar ondertussen wordt de hypothese van Sanders vrij algemeen aanvaard.
Wat de datering betreft neemt men tegenwoordig aan dat de legger uit de periode 850 tot 875 zou stammen terwijl het psalter dat Lipsius bestudeerde omstreeks 950-1000 gesitueerd kan worden.

## Overgeleverde teksten
Tegenwoordig zijn de volgende teksten bekend:
- De Glossen van Justus Lipsius (822 woorden), Universitaire bibliotheek Leiden Ms. Lips 53
- Justi Lipsii, Epistolea selectae ad Belgas, Antwerpen 1602, Glossen van Lipsius in een brief van 19 december 1598 aan Henricus Schottius. pp. 41–62 (670 woorden)
- Justus Lipsius, Poliorethica, 1596 Antwerpen, p. 7, vijf glossen
- Psalm 1 tot 3 vers 5, Handschrift, Prov. Bibliotheek van Friesland, Leeuwarden, Ms BH 149
- Psalm 18  in “Lingua Belgica” door Abraham van der Myle (Mylius), gedrukt in 1612 in Leiden door Uldrick Cornelisz. Honthorst & Joris Abrahamsz. van der Marsce, pp. 152–155
- Psalm 18 handgeschreven tekst van Abraham van der Myle, Gottfried Wilhelm Leibniz Landesbibliothek, Hannover, MS IV 572, ff.81r-83r
- Het zogenoemde Diez handschrift met de Psalmen 53, vers 7 tot 73 vers 9, Berliner Staatsbibliothek Ms. Diez. C. Quart. 90.

## Voorbeeld
Als voorbeeld werd hier gekozen voor psalm 56 die wel degelijk als Oudnederlands wordt beschouwd in tegenstelling tot de eerste psalmen. Het voorbeeld is overgenomen van Wikisource, waar de bron niet is opgegeven. Als men deze versie vergelijkt met bijvoorbeeld de versie van J. Reijen (zie externe links) zal men dadelijk merken dat er niet zoiets bestaat als “de” Wachtendonckse psalmen, maar dat er evenveel versies zijn als auteurs over het onderwerp.
| PSALM LVI | PSALM LVI |
| Vs. 2. Ginathi mi got ginathi mi. uuanda an thi gitruot sila min. In an scado fitheraco thinro sal ie gitruon untis farliet unreht.                                                | Vs. 2. Begenadig mij, God! Begenadig mij; want op U vertrouwt mijne ziel. En in de schaduw uwer vederen zal ik vertrouwen tot dat het onregt moge voorbijgaan.                                                           |
| 3. Ruopen sal ik te gode hoista. got thia uuala dida mi. | 3. Roepen zal ik tot den hoogsten God, God die mij wel deed. |
| 4. Sanda fan himele in ginereda mi. gaf an bismere te tradon mi. | 4. Hij zond van den hemel en verloste mij; Hij gaf aan den smaad over, die mij vertraden. |
| 5. Santa got ginatha sina in uuarheit sina. in generida sela mina fan mitton uuelpo leono. slip ik gidruouit. Kint manno tende iro geuuepene in sceifte. in tunga iro suert scarp. | 5. God zond zijne genade en waarheid; en Hij verloste mijne ziel van het midden der leeuwen welpen. Ik sliep ongerust. Kinderen der menschen, hunne tanden (waren) wapenen en schichten en hunne tong een scherp zwaard. |
| 6. Irheui thi ouir himila got. in an alleri irthen guolikkeide thine. | 6. Verhef U boven den hemel God! en over al de aarde (zij) uwe heerlijkheid! |
| 7. Stric macodon fuoti mina. in boigedon sela mina. Gruouon furi antsceine min gruoua in fielon an thia.                                                                           | 7. Een' strik maakten zij voor mijne voeten en bogen mijne ziel. Zij groeven voor mijn aanschijn eene groeve en vielen in dezelve,                                                                                       |
| 8. Garo hem min got garo herta min. singin sal ic in lof quethan. | 8. Mijn hart (is) bereid God! mijn hart is bereid. Zingen zal ik en lof zeggen. |
| 9. Upsta guolihheide mina upsta psaltare in cithara. up sal ik stan adro. | 9. Sta op mijne heerlijkheid; sta op psalmboek en citer. Ik zal opstaan in den dageraad. |
| 10. Bigian sal ik thi an folkon herro. lof sal ik quethan thi an thiadi. | 10. Biechten zal ik U bij de volken, Heer! lof zal ik U zeggen bij de heidenen. |
| 11. Uuanda gimikilot ist untes te himelon ginatha thin. inde untes te uulcon uuarheit thin.                                                                                        | 11. Want groot gemaakt is tot aan de hemelen uwe genade ende tot aan de wolken uwe waarheid. |
| 12. Upheue thi ouir himila got. in ouir alla ertha guoliheide thine. | 12. Verhef U boven de hemelen, God! En boven al de aarde (zij) uwe heerlijkheid! |